# Alstergrund mit Grenzstreifen
Das Naturschutzgebiet Alstergrund mit Grenzstreifen liegt im thüringischen Landkreis Hildburghausen. 
Es erstreckt sich östlich, südöstlich, südlich, südwestlich und westlich von Käßlitz, einem Ortsteil der Stadt Heldburg, teilweise entlang der Alster und entlang der östlich, südlich und westlich des Gebietes verlaufenden Landesgrenze zu Bayern. Südlich – im bayerischen Landkreis Haßberge – verläuft die St 2428.

## Bedeutung
Das 67,9 ha große Gebiet mit der Kennung 268 wurde im Jahr 1999 unter Naturschutz gestellt.